# Affekt
Affekter henviser til oplevelsen af følelser eller emotioner. Affekter er en vigtig del af en organismes interaktion med sine omgivelser. Det affektive domæne repræsenterer en af de tre områder, der er beskrevet i moderne psykologi: den kognitive, den conative, og det affektive.

## Generelt
I psykologien anvendes affekt som et overordnet begreb der blandt andet dækker følelser, emotioner, stemning og sentiment (affektive holdninger til noget). Men for at forstå hvad affekt er, må man forstå komponenterne.
Der er ikke opnået konsensus om hvad emotioner egentlig er, men forskerene er enige om enkelte aspekter ved dem. Emotioner kan defineres som en kortvarig og intens reaktion på vigtige stimuli, som har intention og som udløser aktionstendenser, subjektive følelser, tanker og adfærd. Intention betyder at emotionen bliver rettet mod et objekt, for eksempel at man er vred på nogen, eller synes godt om nogen. Aktionstendenser er i følge Frijda en parathed til at reagere på specifikke måder. Hver emotion er kendetegnet ved egne aktionstendenser, og de kan opfattes som en priming mod et adfærdsmønster. For eksempel kan vrede udløse til tendenser til aggression, mens frygt kan føre til tilbagetrækning. 
Følelser er den fænomenologiske, eller den oplevede del af en emotion – den del som er mest fremtrædende i bevidstheden. Begrebet er altså ikke et synonym for emotioner, som det er I daglig tale. Emotioner er også forskellige fra stemning/ humør (eng. ”mood”). Disse er lavintensive og langvarige, og har intet objekt eller medfølgende aktionstendenser. Stemning har derimod stærk indvirkning på kognition, mens emotioner i højere grad påvirker adfærden. Stemning sænker også tærsklen for at emotioner bliver udløst, samtidig med at en eller flere emotioner kan skifte til stemning som intensiteten sænkes. 

## Modeller for affekt
En central model indenfor affekt og kognitionsfeltet er Joseph Forgas’ Affect Infusion Model (AIM). Den gør den kontraintuitive prædiktion at dyb processering fører til at affekt har størst indvirkning på kognition (affektinfusjon). Modellen laver to antagelser, at forskellig type og niveau af affektinfusion forekommer ved forskellige processeringstyper, og at man er kognitivt økonomiske. Det vil sige at man bruger så få kognitive ressourcer som muligt for at opnå den ønskede virkning. Forgas deler det ind i fire processeringstyper, som er kvalitativt forskellige, men som kan rangeres efter mængden af affektinfusjon. De deles op i om de har stor eller lille indflydelse (eller mængde kognition), og om de er åbne/ konstruktive eller lukkede/ rekonstruktive. De fire processeringsstrategier er direkte (lukket, lille indsats), motiveret (lukket, stor indsats), heuristisk (åben, lille indsats) og gennemgående processering (åben, stor indsats). De to første har mindst affektinfusion, mens de to sidste har mest.
Feeling as information-modellen af Schwarz og Clore bygger på at man bruger en ”hvad føler jeg om dette?”-heuristik, og således får information om ens holdninger til, eller oplevelser af noget. Dette er det samme som Forgas senere har brugt i sin model som heuristisk processering. De forudsiger derimod at effekten af denne heuristik vil falde bort hvis følelsen kan bortattribueres til noget andet. Schwarz og Clore ringede rundt til et område med godt, og et område med dårlig vejr, og respondenterne blev spurgt om hvor tilfredse de var med livet. Der viste sig at være signifikant højere positiv score i området med godt vejr end hvor det var elendigt vejr. Hvis de derimod blev gjort opmærksomme på vejret først, steg den triste gruppens stemningsniveu, men de lykkelige blev ikke mindre lykkelige. Eksperimentet viser at vi ikke altid ved hvad der påvirker os, og at hvis de udløsende faktorer kendes, får man en mere nøjagtig score. Det viser også er at kun dem med negativ affekt ændrer stemning efter en bevidstgørelse af bortattributionen. Schwarz forklarer dette med at negativ affekt kommunikerer at noget er galt, som der derfor må gøres noget ved, mens positiv affekt symboliserer at alt er godt. 
Risk as feelings bygger blandt andet på feelings as information, ved at den tager anticipatoriske, eller forudseende følelser, med i beslutningstagelse. Den bygger måske først og fremmest på Expected Utility (EU)-modeller, som er økonomiske beslutningstagningsmodeller der er baseret på subjektiv opfattelse af sandsynlighed x forventet udfald. Nogle af disse tager såkaldte anticiperede, forventede følelser, med i sidstnævnte kategori, men stort set er økonomiske modeller rationelle af natur. Risk as feelings hævder to ting som skiller den ud. Både anticiperede og anticipatoriske emotioner påvirker beslutningstagningsprocessen, og hvis der opstår en modsætning mellem følelser og kognition, vinder følelser som oftest frem. Disse to kan komme frem til forskellige resultater fordi de baserer sig på lidt forskelligt grundlag. Kognition baserer sig udelukkende på det samme som EU hævder, mens følelser i tillæg baserer sig på mere subjektive fænomener, såsom som livagtighed (eng. “vividness”). 

## Effekter på kognition
Der er stærk evidens for at positiv stemning fører til en skematisk, heuristisk processering, mens negativ stemning fører til analytisk, systematisk processering. Positiv stemning øger kreativitet, åbner for nye input, mindsker stereotypisering ved at have bredere skema og gør en mere produktiv på sekundære opgaver. Enkelte hævder også at positiv stemning fører til bedre problemløsning, men at det kan variere alt efter hvilken type opgave det er, eftersom negativ stemning giver en analytisk og systematisk tilgang. En vigtig forskel, og en klar fordel ved positiv stemning, er at det er mulig at motivere sig for at bruge systematisk processering. Positiv stemning giver derfor mulighed for brug af begge processeringsstile, mens negativ stemning er mere eller mindre fastlåst til en systematisk tilgang.